# Békaszőlőfélék
A békaszőlőfélék (Potamogetonaceae) a hídőrvirágúak rendjének (Arismatales) egyik családja. Kivétel nélkül vízi növények, a testük egésze a víz alá merül, esetleg csak virágaik emelkednek a víz színe fölé. Az aljzaton gyökereznek, száruk igen erős, sok tartalék tápanyagot is raktároz. Leveleik sokszor alapjuknál hüvelyszerűen összenőnek, és a hüvelyben pikkelyszerű mirigyszőrök találhatók. A levél felületén, a kutikula alatt vízfelvevő sejtek találhatók. Egyes fajoknál fellép a heterofillia (különböző levelűség); a szár alján hosszúkás levelek, fentebb tojásdadok találhatók. A virágzat jelentősen egyszerűsödik, füzérszerűen csoportosulnak virágzatba. Virágtakaró nincs, a virág általában a víz színe fölé emelkedik, de néhol még az is a víz színe alatt marad. A portokok csatlóján egyes fajoknál sziromlevélszerű képlet fejlődik. A virágok hímnősek (kevés az egyivarú virág, néhány kétlaki faj is akad), a termő belső felszínén 1 vagy 2 magkezdemény képződik, a kialakuló magban nincs magfehérje (secunder endospermium).
A csoport a harmadkor óta kimutatható, ma kozmopoliták, 5 nemzetségükben mintegy 150 fajt tartanak számon. Hazánkban 15 fajuk él, a hínáros társulások fő alkotói. A hazai fajok listája az alábbi:
- Keskenylevelű békaszőlő (Potamogeton x zizii): ez az egyetlen hibridfaj hazánkban, mely az üveglevelű és a felemáslevelű békaszőlő kereszteződéséből alakult ki.
- Fésűs békaszőlő (Potamogeton pectinatus): sótűrő, szikes vizekben is gyakori, mély vízben 2–3 m-esre is megnőhet, levelei keskenyek, kihegyezettek, hüvelyszerűen összenőttek alapjuknál. Egyik alfaja a subsp. balatonicus.
- Fonalas békaszőlő (Potamgeton filiformis): az előbbi fajhoz hasonló, azonban levélcsúcsai tompábbak, sótűrő, a tengerben is megél, legjobban a meszes, hegyi patakokat kedveli, a mi vizeinkben is gyakori.
- Hegyeslevelű békaszőlő (Potamogeton acutifolius): kisebb termetű (50–60 cm), apróbb levelei hegyesek. Hazánkban kevésbé elterjedt, a nagyobb folyók lakója (Duna, Tisza, Rába stb.). Más hínárfajok könnyen kiszorítják, nem kedveli a versengést.
- Laposszárú békaszőlő (Potamogeton compressus): Nagyon hasonlít az előbbi fajhoz, sokszor keverik is a kettőt azonosításkor. Szárai lapultak.
- Tompalevelű békaszőlő (Potamogeton obtusifolius): nagyon hasonlít a hegyeslevelű békaszőlőre, de levelei tompábbak. Fokozottan védett faj, szinte teljesen kiveszett hazánkból.
- Sertelevelű békaszőlő (Potamogeton trichoides): apró hínárfaj, sokszor a vízszínen lebeg, mert gyökerei gyöngék. Levelei nagyon aprók, serteszerűek, 1 erűek. Hazánkban gyakori, kedveli a sekély, nyugodt vizeket.
- Apró békaszőlő (Potamogeton panormitanus): az előbbi fajhoz hasonlóan apró termetű, levelei nem serteszerűek, és háromerűek.
- Berchtold-békaszőlő (Potamogeton berchtoldii): az előbbi fajhoz közel álló hínárféle, levélfőere mentén átlátszó sejtsor alakul, mely az előbbinél hiányzik.
- Bodros békaszőlő (Potamogeton natans): Vízszínen úszó, bőrnemű, tojásdad alakú, hosszú nyelű leveleket fejleszt, alámerült levelei hosszúkásak (heterofillia). Vízimadarak kedvelt tápláléka, ezért szárcsafűnek is nevezik. A lassú folyású folyókat kedveli.
- Imbolygó békaszőlő (Potamogeton nodosus): Hazánk legelterjedtebb békaszőlőfaja, mindenütt megtelepszik, leveleik a sodrás hatására imbolyognak. Levelei vízalattiak, lándzsásak.
- Hínáros békaszőlő (Potamogeton perfoliatus): Levelei hullámos tojásdadok, alapjuknál hüvelyszerűen összenőttek. A Duna, Tisza, de főleg a Balaton jellemző hínárfaja. Mészkedvelő, a vízszennyezést kissé tűri.
- Üveglevelű békaszőlő (Potamogeton lucens): 6 m-re is megnövő, mészkedvelő hínár. Levelei 10–30 cm hosszúak, fiatalon üvegszerűen csillognak. Visszaszorulóban van.
- Felemáslevelű békaszőlő (Potamogeton gramineus): Heterofilliás. Alapi levelei lándzsásak, a felsők gyakran hiányoznak. Állóvízi faj, indikátornövény, a szennyezett vízre azonnal reagál.
- Tófonál (Zannichellia palustris): Virágzatai a levélhónaljban ülnek, a nóduszoknál gyökereket hajthat. Az Alföldön gyakori, kavicsos aljzatot kedvel. Számos alfaja van.